# Glochidion calospermum
Glochidion calospermum är en emblikaväxtart som beskrevs av Airy Shaw. Glochidion calospermum ingår i släktet Glochidion och familjen emblikaväxter. Inga underarter finns listade i Catalogue of Life.